# Nowata
Nowata è una città degli Stati Uniti, situata nello Stato dell'Oklahoma, nella Contea di Nowata, della quale è il capoluogo.